# أمواج المحيط
أمواج المحيط (باليابانية: 海がきこえる، بالروماجي: أومي غا كيكويرو) و(بالإنجليزية: The Ocean Waves)‏ ويعرف أيضا باسم (I Can Hear the Sea) أستطيع سماع البحر فيلم رسوم متحركة تلفزيوني ياباني (أنمي) أنتج عام 1993 من إخراج Tomomi Mochizuki فيما قام بتنفيذ الرسوم الكرتونية إستديو جيبلي. يستند إلى رواية تحمل نفس الاسم من تأليف Saeko Himuro.
تدور أحداث القصة في مدينة كوتشي على الجزيرة اليابانية شيكوكو. بين صديقين يقعا في حب فتاة منتقله حديثا من مدينة طوكيو.
الفيلم كان محاولة من إستديو جيبلي بالسماح لموظفيها الشباب بإنتاج أفلام بأسعار رخيصة إلى حد معقول.

## وصلات خارجية
- أمواج المحيط على موقع IMDb (الإنجليزية)
- أمواج المحيط على موقع ميتاكريتيك (الإنجليزية)
- أمواج المحيط على موقع روتن توميتوز (الإنجليزية)
- أمواج المحيط على موقع نتفليكس (الإنجليزية)
- أمواج المحيط على موقع ألو سيني (الفرنسية)
- أمواج المحيط على موقع أول موفي (الإنجليزية)
- أمواج المحيط على موقع بوكس أوفيس موجو (الإنجليزية)
- أمواج المحيط على موقع فيلمافينيتي (الإسبانية)
- أمواج المحيط على موقع قاعدة بيانات الفيلم (الإنجليزية)
- أمواج المحيط على موقع ليتربوكسد (الإنجليزية)
- *صفحة أمواج المحيط في موقع Nausicaa.net